# Saarijärvi (sjö i Finland, Norra Karelen, Pielisen Karjala)
Saarijärvi är en sjö i Finland. Den ligger i kommunen Lieksa i den ekonomiska regionen  Pielinen-Karelen  och landskapet Norra Karelen, i den östra delen av landet, 500 km nordost om huvudstaden Helsingfors. Saarijärvi ligger 173 meter över havet. Den är 8,9 meter djup. Arean är 1,28 kvadratkilometer och strandlinjen är 8,51 kilometer lång. Sjön  ingår i Vuoksens huvudavrinningsområde.   I omgivningarna runt Saarijärvi växer i huvudsak barrskog.
I övrigt finns följande i Saarijärvi:
- Eskelinsaari (en ö)